# Regierung Adolfo López Mateos

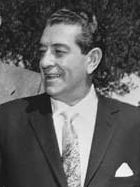
Adolfo López Mateos war von 1958 bis 1964 Präsident Mexikos

Die Regierung Adolfo López Mateos wurde in Mexiko am 1. Dezember 1958 von Präsident Adolfo López Mateos von der Partido Revolucionario Institucional (PRI) gebildet. Sie löste die Regierung Adolfo Ruiz Cortines ab und blieb bis zum 30. November 1964 im Amt, woraufhin sie von der Regierung Gustavo Díaz Ordaz abgelöst wurde.
Der Regierung gehörten folgende Minister (Secretarios) an:
| Amt                              | Amtsinhaber                                | Beginn der Amtszeit   | Ende der Amtszeit      |
| -------------------------------- | ------------------------------------------ | --------------------- | ---------------------- |
| Landwirtschaft und Ernährung     | Julián Rodríguez Adame                     | 1. Dezember 1958      | 30. November 1964      |
| Kommunikation und Transport      | Walter Cross Buchanan                      | 1. Dezember 1958      | 30. November 1964      |
| Industrie und Handel             | Raúl Salinas Lozano                        | 1. Dezember 1958      | 30. November 1964      |
| Nationale Verteidigung           | Agustín Olachea                            | 1. Dezember 1958      | 30. November 1964      |
| Öffentliche Arbeiten             | Javier Barros Sierra                       | 1959                  | 30. November 1964      |
| Inneres                          | Gustavo Díaz Ordaz Luis Echeverría Álvarez | 1. Dezember 1958 1963 | 1963 30. November 1964 |
| Marine                           | Manuel Zermeño Araico                      | 1. Dezember 1958      | 30. November 1964      |
| Nationale Unternehmen            | Eduardo Bustamante                         | 1. Dezember 1958      | 30. November 1964      |
| Öffentliche Bildung              | Jaime Torres Bodet                         | 1. Dezember 1958      | 30. November 1964      |
| Finanzen und öffentliche Kredite | Antonio Ortíz Mena                         | 1. Dezember 1958      | 30. November 1964      |
| Auswärtige Angelegenheiten       | Manuel Tello Baurraud                      | 1. Dezember 1958      | 30. November 1964      |
| Gesundheit und Unterstützung     | José Álvarez Amézquita                     | 1. Dezember 1958      | 30. November 1964      |
| Arbeit und soziale Fürsorge      | Salomón González Blanco                    | 1. Dezember 1958      | 30. November 1964      |
| Wasserwirtschaft                 | Alfredo del Mazo Vélez                     | 1. Dezember 1958      | 30. November 1964      |
| Präsidialamt                     | Donato Miranda Fonseca                     | 1. Dezember 1958      | 30. November 1964      |
| Generalstaatsanwalt              | Fernando López Arias Oscar Treviño Ríos    | 1. Dezember 1958 1962 | 1962 30. November 1964 |